# 박진표
박진표(1966년 ~ )는 대한민국의 영화 감독이자 각본가, 영화 제작자이다.

## 생애
1966년 서울 출생으로 중앙대학교 영화과를 졸업했다. 1990년 연극연출가 첫 데뷔를 한 그는 이듬해 1991년부터 SBS PD로 일하다 실화를 바탕으로 노년의 사랑을 그린 장편 영화 《죽어도 좋아》를 만들었으며, 이 영화로 칸느 영화제 비평가 주간에 초청되었으며 제3회 도쿄 필름 엑스 특별 언급상, 제7회 부산영화제 국제 영화 평론가 협회상, 부산 국제 영화제 관객상. 뉴커런츠 특별 언급상 등을 수상하였다. 이후 국가인권위원회에서 제작한 옴니버스 단편 영화 《여섯 개의 시선》 중에서 《신비한 영어 나라》편을 연출하였고, 제26회 청룡 영화상 감독상을 수상한 《너는 내 운명》을 비롯한 《그놈 목소리》, 《내 사랑 내 곁에》의 각본을 직접 쓰고 연출했다.

## 학력
- 중앙대학교 영화학과

## 참여 작품
- 2002년 《죽어도 좋아》 - 기획, 연출
- 2003년 《여섯 개의 시선》 - 각본, 연출
- 2005년 《너는 내 운명》 - 각본, 연출
- 2007년 《그 놈 목소리》 - 각본, 연출
- 2008년 《불타는 내 마음》 - 제작
- 2009년 《내 사랑 내 곁에》 - 각본, 연출
- 2013년 《공범》 - 기획, 제작
- 2015년 《오늘의 연애》 - 연출
- 2022년 《용감한 시민》 - 감독

## 수상
- 2002년 제21회 밴쿠버국제영화제 특별언급상
- 2002년 디렉터스 컷 시상식 신인감독상
- 2005년 제26회 청룡영화상 감독상

## 가족 관계
- 부 : 박근숙 (1932년 ~ 2019년 12월 4일)
  - 동생 : 박진오 (1970년 ~ )